# Йенбай (авиабаза)
Аэродром Йенбай (вьет. Sân bay Yên Bái) — военный аэродром, база 921-го истребительного авиаполка 371-й дивизии ВВС Вьетнама.

## История

### Вьетнамская война
15 ноября 1967 года самолёты F-105 ВВС США в ходе операции «Commando Club» выполнили бомбардировку авиабазы Йенбай, отрабатывая систему управления бомбометанием с земли.
В феврале 1969 года на базе был сформирован 925-й истребительный полк, имевший на вооружении самолёты МиГ-17Ф и Shenyang J-6.
10 мая 1972 года J-6 ВВС ДРВ при патрулировании израсходовал всё топливо, при планировании с 1400 метров превысил допустимую скорость, в результате чего выкатился за пределы полосы, скапотировал и взорвался. Пилот погиб:63.
1 июня 1972 года рядом с аэродромом северовьетнамским J-6 был сбит американский F-4D #65-0784. Оператор системы оружия капитан Роджер Лохер 23 дня избегал поимки, пока не был спасён.

### После войны
После Вьетнамской войны аэродром стал базой 931-го авиаполка, вооружённого самолётами МиГ-21.
11 ноября 2009 МиГ-21 из состава 931-го авиаполка разбился рядом с городом Йенбай. Пилоты самолёта — полковник Нгуен Ван Винь и лейтенант Данг Хонг Винь — до последнего пилотировали самолёт так, чтобы он не упал на густонаселённые районы. Жители города выражают им благодарность за этот поступок, посещая место падения.
Позже 931-й полк авиаполк был расформирован.

## Современное использование
С 2018 года на аэродроме Йенбай располагается 921-й истребительный полк, перебазированный с аэропорта Нойбай из-за быстрого роста пассажиропотока и нагрузки на аэропорт.